# Engestrem
Engestrem (Engelstrem, Engelström, Engeström) – herb szlachecki.

## Opis herbu
W polu błękitnym, dwie sześcioramienne gwiazdy srebrne, między które wchodzi od dołu klin srebrny z gwiazdą błękitną (lub czerwoną) u spodu – pas poprzeczny czarny z podwójnym krzyżem złotym. Nad hełmem w zawoju błękitno-srebrnym orla głowa czarna w kornie między dwoma piórami strusimi, srebrnym i błękitnym. Labry błękitne, podbite srebrem.

## Najwcześniejsze wzmianki
Rodzina szwedzka z przydomkiem Benzelstjerna, nobilitowana w 1751 r., w Polsce indygenowana 1791.

## Herbowni
Jedna rodzina herbownych (herb własny):
Engeström:
- Lars von Engeström (1751–1826)
- Wawrzyniec Benzelstjerna Engeström (1829–1910)